# Serie A2 2009-2010 (calcio a 5)
La stagione regolare del dodicesimo campionato di Serie A2 di calcio a 5 è iniziata il 3 ottobre 2009 ed è terminata il 16 maggio 2010. Nella lista delle formazioni iscritte emergono alcuni cambiamenti rispetto a quanto decretato dal campo la stagione precedente. Il Kaos è ripescato in Serie A al posto del Terni che rinuncia all'iscrizione alla massima categoria ripartendo dalla Serie B; allo stesso modo la Pro Scicli e lo Sporting Marca non presentano domanda di iscrizione al campionato di A2, ripartendo dalla Serie D; il Torrino infine, si fonde con la LazioColleferro (trattasi della seconda fusione tra le due società dopo quella avvenuta nel 1995).
Le società ripescate per completare l'organico sono: l'Aequa Gragnano, gli Azzurri Conversano, il Marigliano-Marcianise (nato durante l'estate dalla fusione tra Azzurra Marigliano e Marcianise) e il Real Reggio.
Le regioni che più contribuiscono al campionato con cinque formazioni ciascuna sono la Puglia (tra le cui società spicca il derby di Putignano tra Centro Sociale Giovanile e Sport Five) e il Veneto (con il neopromosso Thiene che durante l'estate è diventato Zanè Vicenza Calcio a 5). Lazio e Umbria sono rappresentate ciascuna da tre squadre, Calabria e Campania da due, mentre Abruzzo, Emilia-Romagna, Piemonte, Sardegna e Sicilia da una sola società.

## Girone A

### Classifica
|                                           | Pos. | Squadra               | Pt | G  | V  | N | P  | GF  | GS  | DR   |
| ----------------------------------------- | ---- | --------------------- | -- | -- | -- | - | -- | --- | --- | ---- |
|                                           | 1.   | Asti                  | 58 | 26 | 18 | 4 | 4  | 123 | 72  | +51  |
|                                           | 2.   | Verona                | 57 | 26 | 17 | 6 | 3  | 108 | 57  | +51  |
|                                           | 3.   | Zanè Vicenza          | 54 | 26 | 17 | 3 | 6  | 141 | 79  | +62  |
|                                           | 4.   | Venezia               | 54 | 26 | 17 | 3 | 6  | 132 | 88  | +44  |
| Vincitrice della Coppa Italia di Serie A2 | 5.   | Gruppo Fassina        | 48 | 26 | 15 | 3 | 8  | 130 | 69  | +61  |
|                                           | 6.   | Polizia Penitenziaria | 47 | 26 | 14 | 5 | 7  | 142 | 86  | +56  |
|                                           | 7.   | Magione               | 44 | 26 | 13 | 5 | 8  | 115 | 82  | +33  |
|                                           | 8.   | CUS Chieti            | 40 | 26 | 11 | 7 | 8  | 116 | 89  | +27  |
|                                           | 9.   | Belluno               | 37 | 26 | 10 | 7 | 9  | 113 | 93  | +20  |
|                                           | 10.  | Samb                  | 29 | 26 | 8  | 5 | 13 | 112 | 116 | -4   |
|                                           | 11.  | Domus Chia            | 18 | 26 | 7  | 1 | 18 | 77  | 102 | -25  |
|                                           | 12.  | Civitanova            | 14 | 26 | 4  | 2 | 20 | 75  | 194 | -119 |
|                                           | 13.  | Imola                 | 12 | 26 | 4  | 0 | 22 | 43  | 130 | -87  |
|                                           | 14.  | Coar Orvieto          | 3  | 26 | 1  | 1 | 24 | 41  | 211 | -170 |

### Verdetti[5]
- Asti promosso in Serie A 2010-11.
- Civitanova, Imola, Coar Orvieto retrocessi in Serie B 2010-11.
- Magione, Polizia Penitenziaria e Zanè Vicenza non iscritti al campionato di Serie A2 2010-11; Domusdemaria-Chia retrocesso dopo i play-out in Serie B ma ripescato a completamento dell'organico.

## Girone B

### Classifica
|  | Pos. | Squadra            | Pt | G  | V  | N | P  | GF  | GS  | DR   |
|  | ---- | ------------------ | -- | -- | -- | - | -- | --- | --- | ---- |
|  | 1.   | Pescara            | 63 | 26 | 20 | 3 | 3  | 115 | 43  | +72  |
|  | 2.   | Sport Five         | 57 | 26 | 18 | 3 | 5  | 115 | 59  | +56  |
|  | 3.   | Modugno            | 55 | 26 | 17 | 4 | 5  | 99  | 60  | +39  |
|  | 4.   | Vibo Valentia      | 44 | 26 | 14 | 2 | 10 | 79  | 74  | +5   |
|  | 5.   | Ceccano            | 43 | 26 | 13 | 4 | 9  | 63  | 54  | +9   |
|  | 6.   | Fiumicino          | 41 | 26 | 12 | 5 | 9  | 108 | 86  | +22  |
|  | 7.   | Brillante Roma     | 40 | 26 | 11 | 7 | 8  | 78  | 68  | +10  |
|  | 8.   | Marigl. Marcian.   | 35 | 26 | 10 | 5 | 11 | 97  | 91  | +6   |
|  | 9.   | CSG Putignano      | 34 | 26 | 9  | 7 | 10 | 70  | 67  | +3   |
|  | 10.  | Gragnano           | 31 | 26 | 9  | 4 | 13 | 68  | 70  | -2   |
|  | 11.  | Real Reggio        | 30 | 26 | 9  | 3 | 14 | 83  | 97  | -14  |
|  | 12.  | Regalbuto          | 29 | 26 | 9  | 2 | 15 | 93  | 101 | -8   |
|  | 13.  | Azzurri Conversano | 15 | 26 | 4  | 3 | 19 | 55  | 117 | -62  |
|  | 14.  | Giovinazzo         | 3  | 26 | 1  | 0 | 25 | 46  | 182 | -136 |

### Verdetti[6]
- Acqua&Sapone e, dopo i play-off, Sport Five Putignano promossi in Serie A 2010-11.
- Giovinazzo retrocesso in Serie B 2010-11.
- Real Reggio, retrocesso in Serie B dopo i play-out, rileva il titolo della Licogest Vibo, ripartita dai campionati regionali; Azzurri Conversano e Regalbuto retrocessi in Serie B ma ripescati a completamento dell'organico.

## Classifica marcatori[7]

### Girone A
| Gol |  |  | Giocatore           | Squadra               |
| --- |  |  | ------------------- | --------------------- |
| 46  |  |  | Eduardo Napolitano  | Sangiorgese           |
| 34  |  |  | Fabiano Di Muzio    | CUS Chieti            |
| 34  |  |  | Tadeu Sartori       | Verona                |
| 30  |  |  | Cantagalo           | Venezia               |
| 30  |  |  | Claudio De Moraes   | Polizia Penitenziaria |
| 30  |  |  | Ramon               | Asti                  |
| 29  |  |  | Walter Muoio        | Magione               |
| 26  |  |  | Daniele Paolucci    | Polizia Penitenziaria |
| 25  |  |  | Gabriel Lima        | Asti                  |
| 25  |  |  | César Sachet        | Belluno               |
| 25  |  |  | Tilico              | Magione               |
| 24  |  |  | Victor Hugo Caetano | Polizia Penitenziaria |
| 24  |  |  | Chimanguinho        | Venezia               |
| 24  |  |  | Pascal Mietto       | Domus Chia            |
| 24  |  |  | Jones Santana       | Zanè Vicenza          |

### Girone B
| Gol |  |  | Giocatore               | Squadra            |
| --- |  |  | ----------------------- | ------------------ |
| 37  |  |  | Júlio Romanini          | Fiumicino          |
| 31  |  |  | Márcio Zanchetta        | Modugno            |
| 30  |  |  | Zé Renato               | CSG Putignano      |
| 28  |  |  | Rodrigo Teixeira        | Modugno            |
| 27  |  |  | Tiago Goldoni           | Brillante Roma     |
| 26  |  |  | Pedaleira               | Sport Five         |
| 25  |  |  | Andrea Rotondo          | Azzurri Conversano |
| 21  |  |  | Ricardo Atkinson        | Real Reggio        |
| 21  |  |  | Fábio Volpi             | Pescara            |
| 20  |  |  | Francesco Gigliofiorito | Marigl. Marcian.   |
| 20  |  |  | Rafael Grasson          | Fiumicino          |
| 19  |  |  | Rodrigo Tomadon         | Regalbuto          |
| 18  |  |  | Raphael Bessa           | Pescara            |
| 18  |  |  | Diego Da Silva          | Ceccano            |
| 17  |  |  | Thiago Grippi           | Regalbuto          |

## Play-off

### Formula
Si qualificano al turno successivo le squadre che, al termine delle due gare, avranno ottenuto il maggior punteggio o, a parità di punteggio, quelle che avranno realizzato il maggior numero di reti. In caso di ulteriore parità saranno disputati due tempi supplementari da 5' ciascuno, al termine dei quali, se perdurasse ancora la parità, sarà ritenuta vincente la squadra con la migliore posizione in classifica al termine della regular season.
1º turno (and. 20/04/2010; rit. 24/04/2010)

A  (5ª classificata vs 2ª classificata Girone A)
B  (4ª classificata vs 3ª classificata Girone A)
C (5ª classificata vs 2ª classificata Girone B)
D  (4ª classificata vs 3ª classificata Girone B)
2º turno (and. 27/04/2010; rit. 01/05/2010)

1 Vincente A - vincente B
2 Vincente C - vincente D
3º turno (and. 08/05/2010; rit. 15/05/2010)

Vincente 1 – vincente 2

### Tabellone
|  | 1º turno | 1º turno       | 1º turno       | 1º turno | 1º turno |  |  | 2º turno | 2º turno   | 2º turno   | 2º turno   | 2º turno   |   |   | 3º turno | 3º turno | 3º turno | 3º turno | 3º turno |  |
|  |          |                |                |          |          |  |  |          |            |            |            |            |   |   |          |          |          |          |          |  |
|  | 5        | Gruppo Fassina | Gruppo Fassina | 2        | 2        |  |  |          |            |            |            |            |   |   |          |          |          |          |          |  |
|  | 2        | Verona         | Verona         | 2        | 3        |  |  | 2        | Verona     | Verona     | 3          | 4          |   |   |          |          |          |          |          |  |
|  | 4        | Venezia        | Venezia        | 5        | 4        |  |  | 4        | Venezia    | Venezia    | 6          | 3          |   |   |          |          |          |          |          |  |
|  | 3        | Zanè Vicenza   | Zanè Vicenza   | 1        | 3        |  |  |          |            |            |            |            |   |   | Venezia  | Venezia  | Venezia  | 5        | 1        |  |
|  | 5        | Ceccano        | Ceccano        | 0        | 3        |  |  |          |            | Sport Five | Sport Five | Sport Five | 4 | 5 |          |          |          |          |          |  |
|  | 2        | Sport Five     | Sport Five     | 7        | 7        |  |  | 2        | Sport Five | Sport Five | 4          | 4          |   |   |          |          |          |          |          |  |
|  | 4        | Vibo Valentia  | Vibo Valentia  | 5        | 1        |  |  | 3        | Modugno    | Modugno    | 3          | 3          |   |   |          |          |          |          |          |  |
|  | 3        | Modugno        | Modugno        | 4        | 8        |  |  |          |            |            |            |            |   |   |          |          |          |          |          |  |

### 1º turno

#### Andata
|                | Risultati |              | Luogo e data                         |  |
| -------------- | --------- | ------------ | ------------------------------------ |  |
| Gruppo Fassina | 2-2 (1-0) | Verona       | Mareno di Piave, 20 aprile 2010      |  |
| Venezia        | 5-1 (2-0) | Zanè Vicenza | Trivignano, 20 aprile 2010           |  |
| Ceccano        | 0-7 (0-3) | Sport Five   | Ceccano, 20 aprile 2010              |  |
| Vibo Valentia  | 5-4 (1-1) | Modugno      | San Nicola da Crissa, 20 aprile 2010 |  |

#### Ritorno
|              | Risultati |                | Luogo e data                   |  |
| ------------ | --------- | -------------- | ------------------------------ |  |
| Verona       | 3-2 (2-2) | Gruppo Fassina | Verona, 24 aprile 2010         |  |
| Zanè Vicenza | 3-4 (0-1) | Venezia        | Zanè, 24 aprile 2010           |  |
| Sport Five   | 7-3 (4-2) | Ceccano        | Putignano, 24 aprile 2010      |  |
| Modugno      | 8-1 (5-0) | Vibo Valentia  | Ruvo di Puglia, 24 aprile 2010 |  |

### 2º turno

#### Andata
|         | Risultati |            | Luogo e data                   |  |
| ------- | --------- | ---------- | ------------------------------ |  |
| Venezia | 6-3 (2-1) | Verona     | Trivignano, 27 aprile 2010     |  |
| Modugno | 3-4 (2-4) | Sport Five | Ruvo di Puglia, 27 aprile 2010 |  |

#### Ritorno
|            | Risultati |         | Luogo e data              |  |
| ---------- | --------- | ------- | ------------------------- |  |
| Verona     | 4-3 (2-1) | Venezia | Verona, 1º maggio 2010    |  |
| Sport Five | 4-3 (4-2) | Modugno | Putignano, 1º maggio 2010 |  |

### 3º turno

#### Andata
|         | Risultati |            | Luogo e data              |  |
| ------- | --------- | ---------- | ------------------------- |  |
| Venezia | 5-4 (2-3) | Sport Five | Trivignano, 8 maggio 2010 |  |

#### Ritorno
|            | Risultati |         | Luogo e data              |  |
| ---------- | --------- | ------- | ------------------------- |  |
| Sport Five | 5-1 (3-0) | Venezia | Putignano, 15 maggio 2010 |  |

Sport Five Putignano promosso in Serie A

## Play-out

### Girone A
|             | Risultati |             | Data           |  |
| ----------- | --------- | ----------- | -------------- |  |
| Domus Chia  | 4 - 6     | Sangiorgese | 17 aprile 2010 |  |
| Sangiorgese | 6-0       | Domus Chia  | 24 aprile 2010 |  |

### Girone B
|             | Risultati    |             | Data           |  |
| ----------- | ------------ | ----------- | -------------- |  |
| Real Reggio | 4-1 (3-0)    | Gragnano    | 24 aprile 2010 |  |
| Gragnano    | 5-2 (d.t.s.) | Real Reggio | 1º maggio 2010 |  |

Domus Chia e Real Reggio retrocesse in serie B.